# Narratofilia
Narratofilia (de la raíz latina narrato- y el griego filos, transliterado como filos, "amor") es un tipo de fetichismo que consiste en encontrar sexualmente excitante el hecho de decirle palabras obscenas o contar o escuchar o leer palabras o historias obscenas.